# Histopona italica
Histopona italica là một loài nhện trong họ Agelenidae.
Loài này thuộc chi Histopona. Histopona italica được Paolo Marcello Brignoli miêu tả năm 1977.